# Ekliptikale Breite

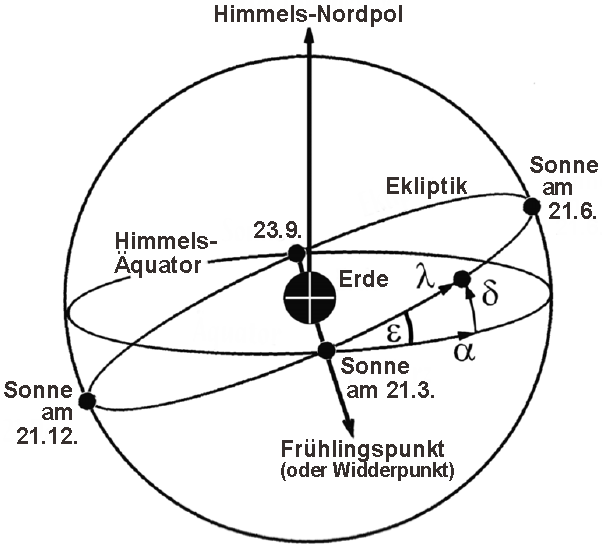
Ekliptikschiefe ε und die Himmelskoordinaten α, δ und λ

Die ekliptikale Breite β ist eine der zwei Himmelskoordinaten des ekliptikalen Koordinatensystems. Sie zählt von der Ekliptik – der scheinbaren jährlichen Sonnenbahn am Sternhimmel – positiv nach Norden (Richtung nördlichen Himmelspol) und negativ nach Süden. Sie wird auf der Himmelskugel in Bogengrad gemessen und kann daher mit der geographischen Breite auf der Erdkugel verglichen werden.
Die im Koordinatensystem dazugehörige zweite Koordinate heißt ekliptikale Länge λ und zählt in der Ekliptik in Richtung des jährlichen Sonnenlaufs. Für die Umrechnung zwischen den ekliptikalen Koordinaten λ und β und den äquatorialen Koordinaten Rektaszension  α und Deklination δ siehe: Astronomische Koordinatensysteme.
Weil die Bahn der Sonne zur Definition der Ekliptik dient, ist ihre ekliptikale Breite fast Null. Hätte die Erde keinen Mond, würde die ekliptikale Breite der Sonne in Folge der Bahnstörungen durch andere Planeten maximal einige 0,01 Bogensekunden erreichen. Erde und Mond kreisen jedoch um ihren gemeinsamen Schwerpunkt (Baryzentrum). Da der Mond mehr als ein Prozent der Erdmasse besitzt, liegt das Baryzentrum etwa 5000 Kilometer vom Erdmittelpunkt entfernt. Dies hat eine leichte Auf- und Abbewegung der Erde aus der Ekliptikebene von bis zu einer Bogensekunde zur Folge und damit von der Erde aus gesehen ein entsprechend großes Schwanken der ekliptikalen Breite der Sonne.
In den beiden Drachenpunkten der Mondbahn hat dieser eine ekliptikale Breite von Null. Zu Mond- und Sonnenfinsternissen kommt es, wenn der Betrag der ekliptikalen Breite des Mondes kleiner als ungefähr ein Bogengrad ist. Bei Sonnenfinsternissen haben Mond und Sonne dann die gleiche ekliptikale Länge, und bei Mondfinsternissen unterscheidet sich die ekliptikale Länge um 180 Bogengrad.
Bei den Planeten kann der Betrag der maximalen ekliptikale Breite 1 bis 7 Bogengrad betragen, weil ihre Bahnebenen entsprechend gegen die Ekliptik geneigt sind. Bei Zwergplaneten kann die Neigung noch deutlich stärker sein (zum Beispiel Eris: 44 Bogengrad), und auch bei manchen Asteroiden kann sie 20 Bogengrad übersteigen, ebenso bei Kometen und anderen Kleinkörpern.